# Daniel 1
Daniel 1 este primul capitol al Cărții lui Daniel din Vechiul Testament. Acesta povestește cum Daniel și cei trei însoțitori ai săi au fost printre captivii luați de Nabucodonosor al II-lea din Ierusalim în Babilon pentru a fi instruiți în înțelepciunea babiloniană. Acolo ei au refuzat să ia mâncare și vin de la rege și au primit de la Dumnezeu cunoștințe și perspectivă asupra viselor și viziunilor, iar la sfârșitul pregătirii lor s-au dovedit de zece ori mai buni decât toți vrăjitorii și magii din împărăția lui Nabucodonosor.
Tema generală a lui Daniel este suveranitatea lui Dumnezeu asupra istoriei. Capitolul 1 îl prezintă pe Dumnezeu ca figura care controlează tot ceea ce se întâmplă, posesorul voinței și puterii suverane: el este cel care îl dă pe Ioiachim în mâinile lui Nabucodonosor și îi duce pe Daniel și prietenii săi în exil în Babilon, el îi dă lui Daniel „har și îndurările” și le dă celor patru tineri evrei „cunoașterea și priceperea” lor.
Cartea lui Daniel este „un text compus de istoricitate dubioasă din diverse genuri”, Daniel însuși fiind un personaj legendar. Cartea al cărei erou este se împarte în două părți, un set de povești în capitolele 1–6 din perioada nu mai devreme de perioada elenistică (323–30 î.Hr.) și seria de viziuni din capitolele 7–12 din epoca Macabeilor (de la mijlocul secolului al II-lea î.e.n.). Se pare că primul capitol a fost adăugat ca o introducere la aceste povești când acestea au fost adunate la sfârșitul secolului al III-lea î.Hr.
Capitolul a fost scris în limba ebraică.